# Glipidiomorpha
Glipidiomorpha es un género de escarabajos de la familia Mordellidae. En 1952 Franciscolo creó el género por escisión de 15 especies a partir de Glipa. Las especies pueden encontrarse en diversas regiones de África, Nueva Guinea y China. Esta es una lista de las especies del género:
- Glipidiomorpha astrolabii Franciscolo, 1952
- Glipidiomorpha atraterga Lu & Fan, 2000
- Glipidiomorpha burgeoni Píc, 1929
- Glipidiomorpha curticauda Ermisch, 1968
- Glipidiomorpha fahraei Maeklin, 1975
- Glipidiomorpha ideodorsalis Franciscolo, 1955
- Glipidiomorpha intermedia Franciscolo, 1955
- Glipidiomorpha kuatunensis Ermisch, 1968
- Glipidiomorpha leucozona Franciscolo, 1952
- Glipidiomorpha obsoleta Franciscolo, 1955
- Glipidiomorpha poggii Franciscolo, 2001
- Glipidiomorpha rhodesiensis Franciscolo, 1955
- Glipidiomorpha riesei Franciscolo, 2001
- Glipidiomorpha rufiterga Lu & Fan, 2000
- Glipidiomorpha rufobrunneipennis Ermisch, 1968
- Glipidiomorpha septentrionalis Franciscolo, 1994
- Glipidiomorpha testaceicornis Ermisch, 1955